# Harry Smith (ishockeyspelare)
Henry James "Harry" Smith, född 29 december 1883 i Ottawa, död 6 maj 1953 i Ottawa, var en kanadensisk professionell ishockeyspelare. 

## Karriär
Harry Smith spelade professionell ishockey för bland annat Ottawa Senators, Montreal Wanderers, Haileybury Comets, Cobalt Silver Kings och Toronto Tecumsehs åren 1905–1914. Harry Smiths bröder Alf och Tommy var även de professionella ishockeyspelare och är båda invalda i Hockey Hall of Fame.
I februari 1906 var Harry Smith med och vann Stanley Cup med Ottawa Senators tillsammans med äldre brodern Alf Smith. I december 1908 vann han Stanley Cup med Montreal Wanderers sedan laget besegrat Edmonton Eskimos över två matcher med målskillnaden 13-10.
Harry Smith var en duktig målgörare, likt sin yngre bror Tommy Smith, men även en burdus spelare som spelade på och ibland över gränsen för det tillåtna, likt sin äldre bror Alf Smith. Under en match mellan Ottawa Senators och Montreal Wanderers i Eastern Canada Amateur Hockey Association den 12 januari 1907 löpte Harry och Alf samt Senators back Charles "Baldy" Spittal amok och klubbade ner varsin spelare i Wanderers i Moose Johnson, Hod Stuart och Cecil Blachford. Bröderna Smith och Spittal arresterades senare av polisen i Montreal och även om Harry Smith friades bötfälldes både Alf Smith och Baldy Spittal för sina respektive överfall på Hod Stuart och Cecil Blachford.

## Statistik
| 1902–03             | Ottawa Aberdeens         | CAHL-I              | –  | –  | – | –  | –   | 2 | 2  | 0 | 2  | –  |
| 1903–04             | Arnprior HC              | UOVHL               | 6  | 23 | 0 | 23 | –   | – | –  | – | –  | –  |
| 1904–05             | Cornwall HC              | FAHL                | 1  | 0  | 0 | 0  | –   | – | –  | – | –  | –  |
|                     | Smiths Falls HC          | OHA                 | 3  | 8  | 0 | 8  | 12  | 2 | 5  | 0 | 5  | 7  |
|                     | Smiths Falls HC          | Provincial Playoffs | –  | –  | – | –  | –   | 4 | 5  | 0 | 5  | 25 |
| 1905–06             | Ottawa Senators          | ECAHA               | 8  | 31 | 1 | 32 | 29  | – | –  | – | –  | –  |
|                     |                          | Stanley Cup         | –  | –  | – | –  | –   | 5 | 15 | 0 | 15 | 21 |
| 1906–07             | Ottawa Senators          | ECAHA               | 9  | 22 | 3 | 25 | 56  | – | –  | – | –  | –  |
|                     |                          | Exh.                | –  | –  | – | –  | –   | 1 | 4  | – | 4  | –  |
| 1907–08             | Pittsburgh Bankers       | WPHL                | 16 | 44 | – | 44 | –   | – | –  | – | –  | –  |
|                     |                          | World Pro           | –  | –  | – | –  | –   | 3 | 4  | – | 4  | –  |
| 1908–09             | Pittsburgh Bankers       | WPHL                | 7  | 14 | 0 | 14 | –   | – | –  | – | –  | –  |
|                     | Montreal Canadian Rubber | MMfHL               | 1  | 1  | 0 | 1  | 8   | – | –  | – | –  | –  |
|                     | Haileybury Hockey Club   | TPHL                | 8  | 27 | 0 | 27 | 12  | 2 | 2  | 0 | 2  | 15 |
|                     | Toronto Professionals    | OPHL                | 2  | 0  | 0 | 0  | 0   | – | –  | – | –  | –  |
|                     | Montreal Wanderers       | ECHA                | 4  | 9  | 2 | 11 | 29  | – | –  | – | –  | –  |
|                     | Montreal Wanderers       | Stanley Cup         | –  | –  | – | –  | –   | 2 | 5  | 0 | 5  | 3  |
| 1910                | Cobalt Silver Kings      | NHA                 | 10 | 28 | 0 | 28 | 26  | – | –  | – | –  | –  |
|                     | Haileybury Hockey Club   | NHA                 | 3  | 4  | 0 | 4  | 0   | – | –  | – | –  | –  |
| 1910–11             | Waterloo Colts           | OPHL                | 13 | 20 | 0 | 20 | –   | – | –  | – | –  | –  |
|                     | Cobalt Silver Kings      | TPHL                | 1  | 1  | 0 | 1  | 0   | – | –  | – | –  | –  |
| 1911–12             | Schreiber Colts          | NOHL                | 13 | 32 | 0 | 32 | 30  | – | –  | – | –  | –  |
| 1912–13             | Toronto Tecumsehs        | NHA                 | 15 | 14 | 2 | 16 | 40  | – | –  | – | –  | –  |
| 1913–14             | Ottawa Senators          | NHA                 | 3  | 1  | 0 | 1  | 7   | – | –  | – | –  | –  |
| ECAHA + ECHA totalt | ECAHA + ECHA totalt      | ECAHA + ECHA totalt | 21 | 62 | 6 | 68 | 114 | – | –  | – | –  | –  |
| WPHL totalt         | WPHL totalt              | WPHL totalt         | 23 | 58 | 0 | 58 | –   | – | –  | – | –  | –  |
| NHA totalt          | NHA totalt               | NHA totalt          | 31 | 47 | 2 | 49 | 73  | – | –  | – | –  | –  |
| Stanley Cup totalt  | Stanley Cup totalt       | Stanley Cup totalt  | –  | –  | – | –  | –   | 7 | 20 | 0 | 20 | 24 |

Statistik per Society for International Hockey Research på sihrhockey.org